# Tân Long, Mỹ Tho
Tân Long là một phường cũ thuộc thành phố Mỹ Tho, tỉnh Tiền Giang cũ, Việt Nam.

## Địa lý
Phường có diện tích 2,73 km², dân số là 3.456 người, mật độ dân số đạt 1.267 người/km². Phường này nằm trọn trên cù lao Tân Long.
Cù lao Tân Long còn được gọi là cồn Rồng hay cồn Long, nằm trên sông Mỹ Tho (là một đoạn của sông Tiền), thuộc phường Tân Long, thành phố Mỹ Tho.

## Lịch sử

### Giới thiệu sơ lược
Vào khoảng năm 1788, giữa sông Mỹ Tho đã nổi lên một gò ban đầu còn nhỏ nhưng nhờ dòng nước bồi đắp nên ngày càng lớn hơn. Đến năm 1872 thì gò đất ấy đã nổi cao lên khỏi mặt nước thành cồn với loại cây bần, mắm... mọc um tùm. Lúc này Đốc phủ Mầu là một đại địa chủ có tiếng giàu nhất xứ Định Tường (tên gọi của Mỹ Tho trước đây) đã cho người qua thăm dò, rồi tuyên bố rằng đây là đất do ông khai phá. Sau đó, ông đã cho mang những loại cây đặc sản của đất liền lúc bây giờ như roi hoa trắng, nhãn... qua trồng ở cồn này và phân công người gìn giữ...
Mãi đến khi chiếm xong Nam Kỳ lục tỉnh (tức sau năm 1867), thực dân Pháp thiết lập bộ máy đô hộ và bắt buộc địa chủ Mầu giao cồn Rồng lại cho chính quyền. Sau đó, họ đem những bệnh nhân bệnh phong qua ở cồn Rồng vào năm 1958. Trại phong lúc này được xem như là một ấp của xã Bình Đức, được quản lý bởi một bộ máy chính quyền do người Pháp lập ra. Đến 1971 thì trại phong ấy được dời ra Quy Hòa (Quy Nhơn ngày nay). Vì lý do này mà cồn Rồng còn được gọi là cồn Cùi (hay cồn Phong).
Mãi đến vài năm sau thì người dân nghèo không có đất đai ở đất liền bắt đầu ra cồn Rồng để sinh sống và lập thành một làng sống bằng nghề đánh bắt thủy sản và trồng cây ăn trái. Đất cồn được bồi đắp chủ yếu từ phù sa nên rất tốt để trồng cây ăn trái, dần dần thu hút nhiều cư dân ở đất liền qua sinh sống và định cư ở đây.
Cồn Rồng có diện mạo mới từ năm 2003 khi không còn là một xã vùng ven nữa, mà trở thành một phường trực thuộc thành phố Mỹ Tho với tên gọi là Tân Long.

### Tân Long ngày nay
Nằm giữa bốn bề sông nước mênh mông, phường Tân Long được bao bọc xung quanh là những rặng cây bần và vườn cây ăn trái (nhiều nhất là cây nhãn và dừa). Nổi bật trên nền xanh của cây lá là những căn nhà lầu và nhà ngói đỏ tươi... Toàn bộ hệ thống giao thông trên địa bàn phường đã được bê tông hóa. Tuy nhiên, người dân ở phường muốn qua thành phố và ngược lại vẫn còn phải đi đò (hay phà)...
Theo thông tin trên website Tiền Giang, thì hiện nay ngành nghề chính của người dân trong phường chủ yếu là làm nông nghiệp, đánh bắt hải sản, đóng sửa ghe tàu; nghề phụ: dịch vụ du lịch, vận chuyển hàng hóa,... Theo quy hoạch phát triển du lịch của tỉnh Tiền Giang, thì cù lao Tân Long nằm trong tổng thể phát triển du lịch của tỉnh và sẽ gắn kết để hình thành tam giác du lịch: thành phố Mỹ Tho - cù lao Thới Sơn - cù lao Tân Long. Trên cơ sở đó, cù lao Tân Long sẽ phát triển các dịch vụ du lịch với việc tận dụng điều kiện tự nhiên, cơ sở vật chất hiện có nhằm xây dựng các sản phẩm mang nét riêng biệt, nâng cao sức cạnh tranh, gắn kết với khu du lịch cù lao Thới Sơn để trở thành trung tâm thu hút khách du lịch của Tiền Giang.

### Lịch sử hành chính
Vào thời nhà Nguyễn độc lập, cù lao Rồng thuộc thôn Bình Tạo, tổng Thuận Trị, huyện Kiến Hưng, phủ Kiến An, tỉnh Định Tường.
Sau khi chiếm hết được ba tỉnh miền Đông Nam Kỳ vào năm 1862, thực dân Pháp dần xóa bỏ tên gọi tỉnh Định Tường cùng hệ thống hành chính phủ huyện cũ thời nhà Nguyễn, đồng thời đặt ra các hạt Thanh tra. Thôn Bình Tạo lúc này thuộc hạt Thanh tra Mỹ Tho. Ngày 5 tháng 1 năm 1876, hạt Thanh tra Mỹ Tho đổi thành hạt tham biện Mỹ Tho, thôn đổi thành làng.
Ngày 1 tháng 1 năm 1900, tất cả các đơn vị hành chính cấp tỉnh ở Đông Dương điều thống nhất gọi là "tỉnh", trong đó có tỉnh Mỹ Tho. Làng Bình Tạo thuộc tổng Thuận Trị, tỉnh Mỹ Tho. Ngày 22 tháng 3 năm 1912, làng Bình Tạo thuộc tổng Thuận Trị, quận Châu Thành, tỉnh Mỹ Tho. Sau này, chính quyền thực dân Pháp hợp nhất ba làng Bình Tạo, Tân Thuận và An Đức thành một làng mới lấy tên là làng Bình Đức. Từ đó, cù lao Rồng thuộc làng Bình Đức, tổng Thuận Trị, quận Châu Thành, tỉnh Mỹ Tho.
Sau Cách mạng tháng Tám 1945, Ủy ban Kháng chiến Hành chánh Nam bộ chủ trương bỏ cấp tổng, bỏ đơn vị làng, thống nhất gọi là xã, đồng thời bỏ danh xưng quận, gọi thay thế bằng huyện. Chính quyền Việt Nam Cộng hòa đến năm 1956 cũng thống nhất dùng danh xưng là xã, tuy nhiên vẫn gọi là quận cho đến năm 1975. Lúc này, cù lao Rồng nằm trong xã Bình Đức thuộc huyện Châu Thành, tỉnh Mỹ Tho.
Sau năm 1956, các làng gọi là xã. Từ năm 1957, chính quyền Việt Nam Cộng hòa đặt xã Bình Đức thuộc tổng Thuận Trị, quận Châu Thành, tỉnh Định Tường. Ngày 31 tháng 1 năm 1958, thành lập xã Tân Long trên địa phận cù lao Rồng tách ra từ xã Bình Đức. Ngày 8 tháng 11 năm 1960, quận Châu Thành đổi tên thành quận Long Định. Lúc này, xã Tân Long thuộc quận Long Định, tỉnh Định Tường. Ngày 23 tháng 5 năm 1964, chính quyền Việt Nam Cộng hòa chia quận Long Định thành quận Châu Thành và quận Long Định. Sau năm 1965, cấp tổng bị giải thể, các xã trực thuộc quận. Khi đó, xã Tân Long trở lại thuộc quận Châu Thành, tỉnh Định Tường cho đến năm 1975.
Tuy nhiên chính quyền Mặt trận dân tộc giải phóng miền Nam Việt Nam (sau này là Chính phủ Cách mạng lâm thời Cộng hòa Miền Nam Việt Nam) lại đặt xã Tân Long thuộc thị xã Mỹ Tho, tỉnh Mỹ Tho trong giai đoạn 1956–1967. Từ ngày 24 tháng 8 năm 1967, Trung ương Cục miền Nam nâng cấp thị xã lên thành thành phố Mỹ Tho, là đơn vị hành chính cấp tỉnh trực thuộc Khu 8, tồn tại ngang bằng với tỉnh Mỹ Tho cho đến đầu năm 1976. Lúc này, xã Tân Long thuộc quận 4, thành phố Mỹ Tho.
Tháng 2 năm 1976, Chính phủ Việt Nam quyết định hợp nhất tỉnh Mỹ Tho, tỉnh Gò Công và thành phố Mỹ Tho để thành lập tỉnh mới có tên là tỉnh Tiền Giang. Khi đó, xã Tân Long (tức cù lao Rồng) thuộc thành phố Mỹ Tho, tỉnh Tiền Giang.
Ngày 9 tháng 12 năm 2003, Chính phủ Việt Nam ban hành Nghị định số 154/2003/NĐ-CP về việc thành lập phường Tân Long thuộc thành phố Mỹ Tho trên cơ sở toàn bộ diện tích tự nhiên và dân số của xã Tân Long.
Phường Tân Long có 330 ha diện tích tự nhiên và 4.723 nhân khẩu.

## Hình ảnh

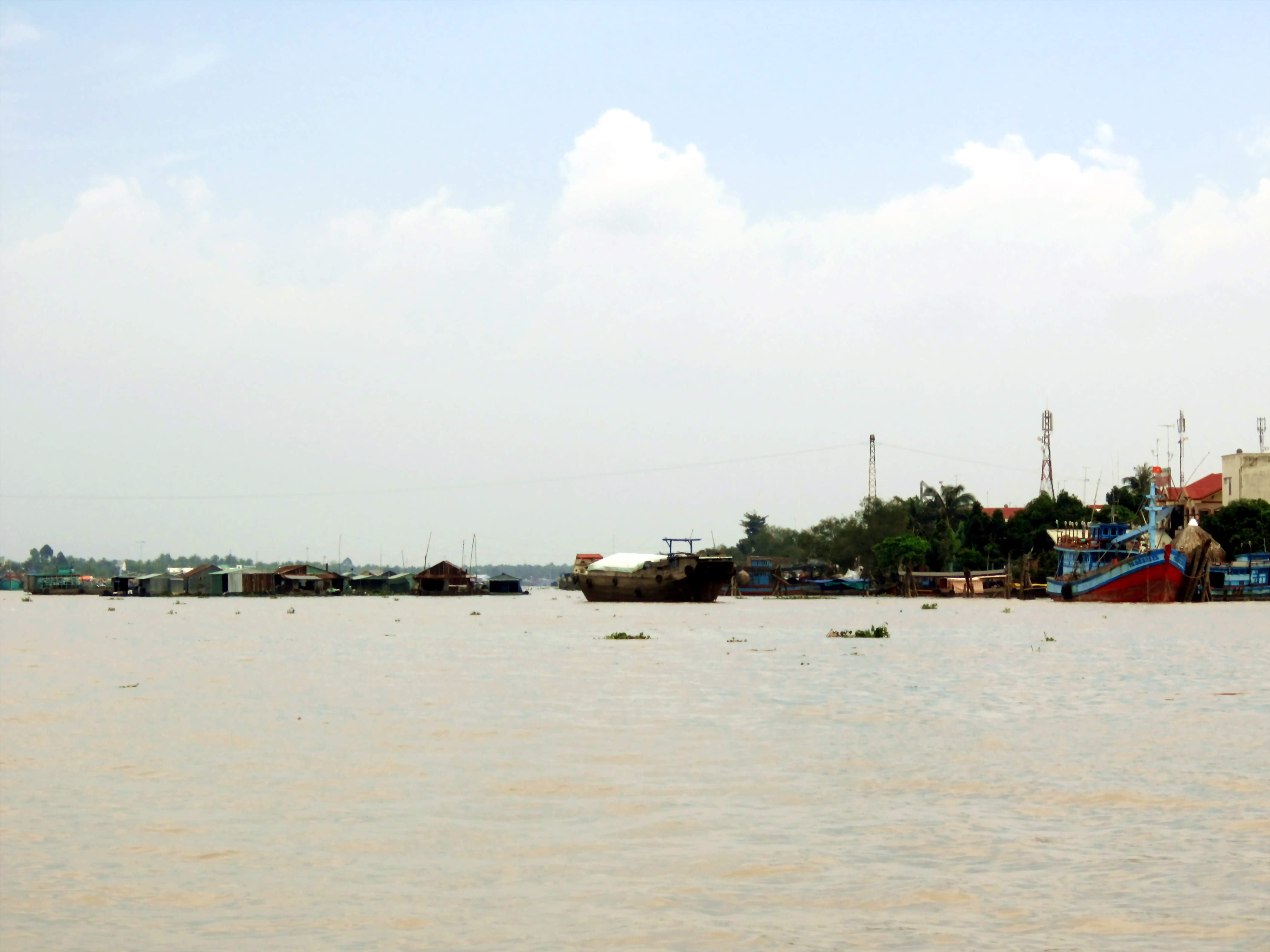
Nuôi cá bè trên sông Mỹ Tho, thuộc địa bàn Tân Long
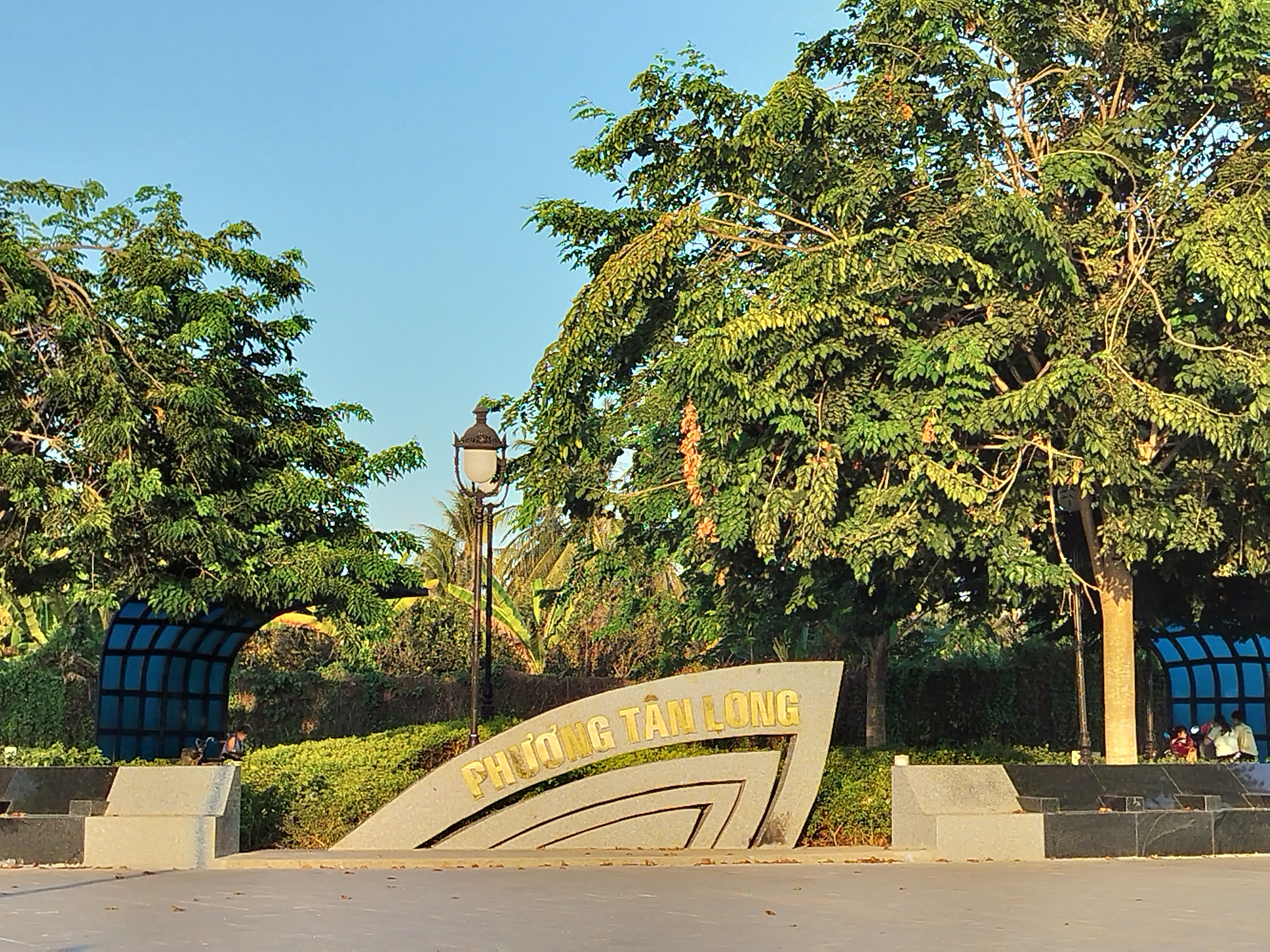
Bảng "Phường Tân Long" ở Công viên Tân Long.
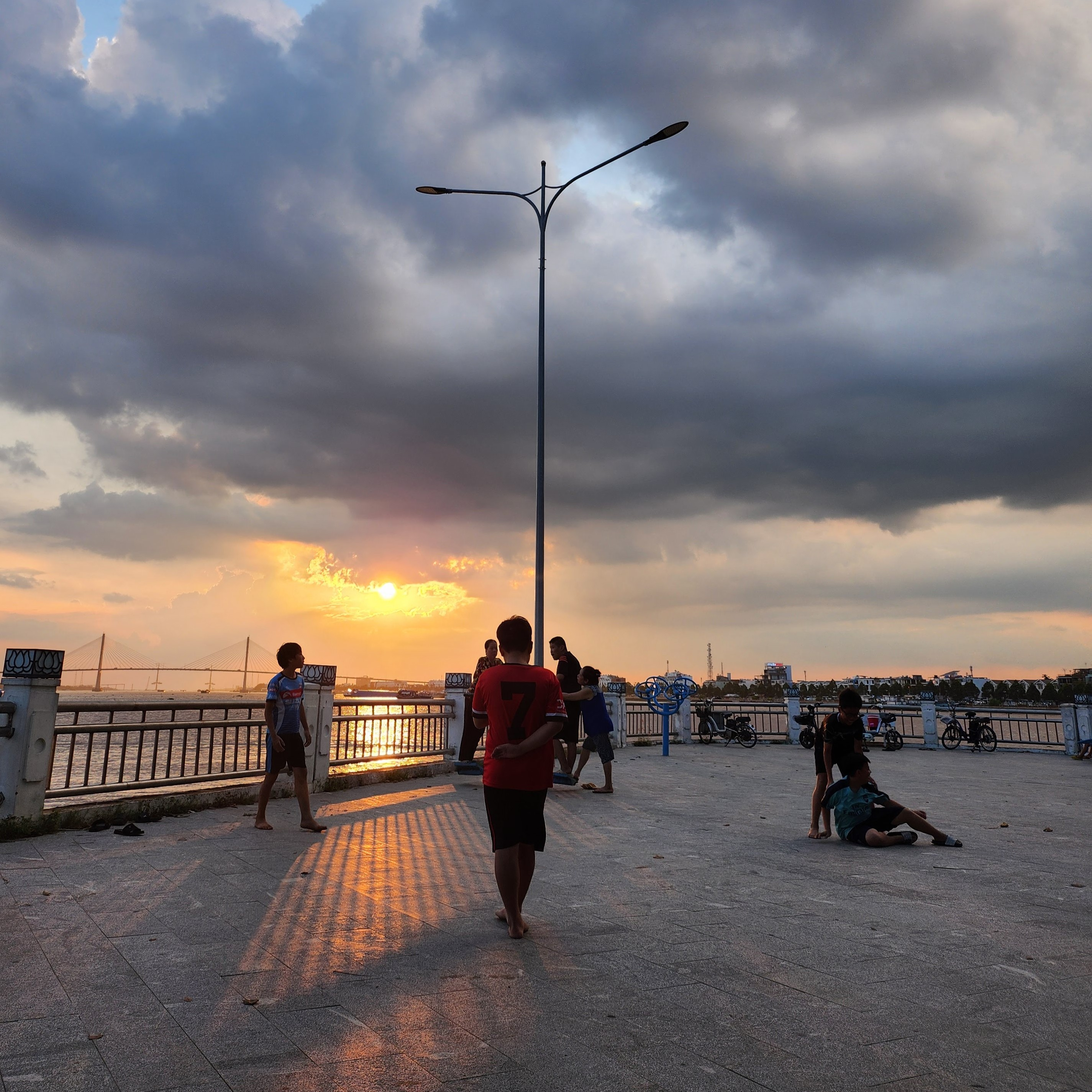
Công viên Tân Long ở điểm cực Tây của phường Tân Long
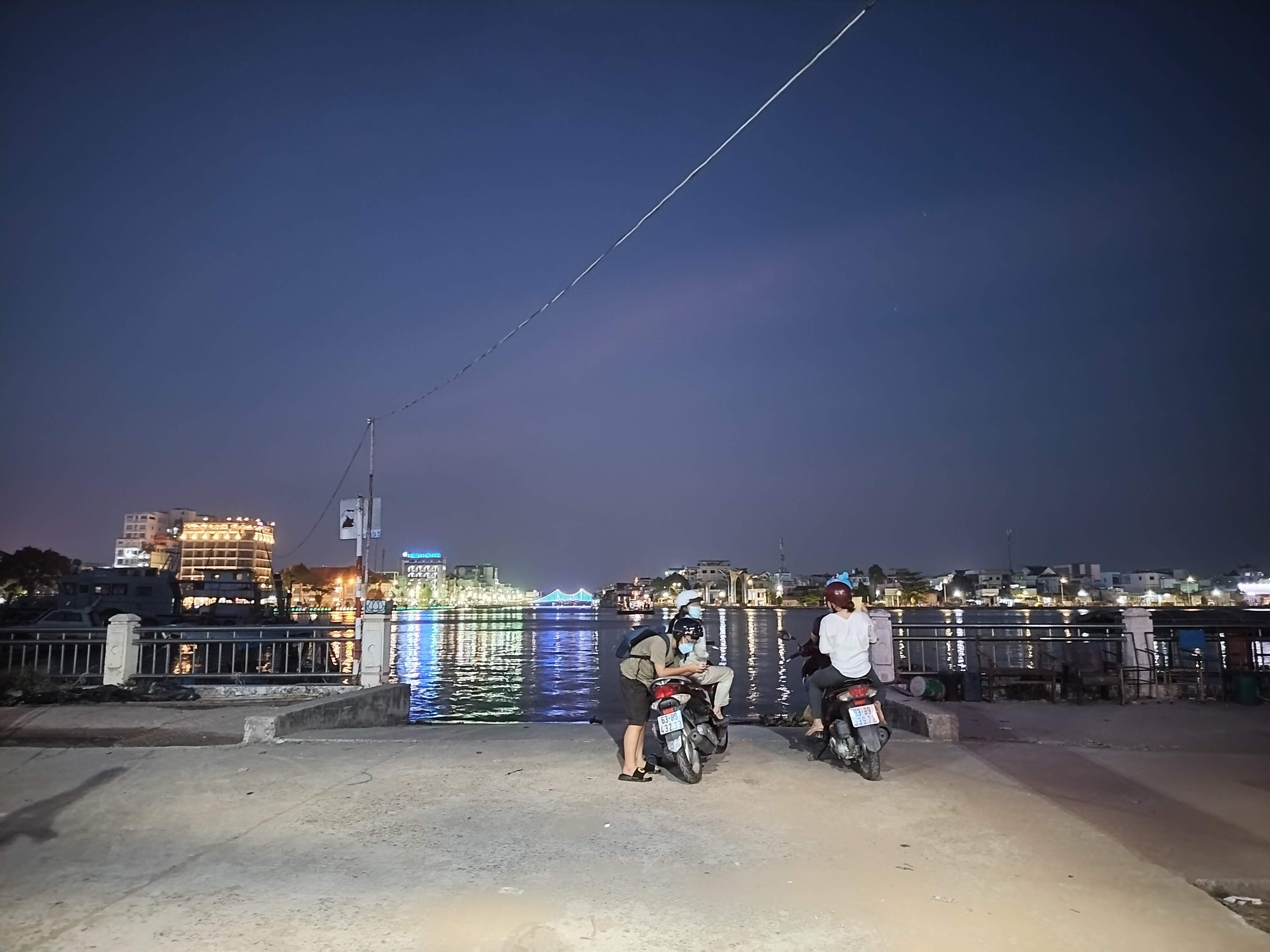
Bến phà Tân Long, phía xa là sông Bảo Định ngăn cách Phường 1 (trái) và Phường 2 (phải)
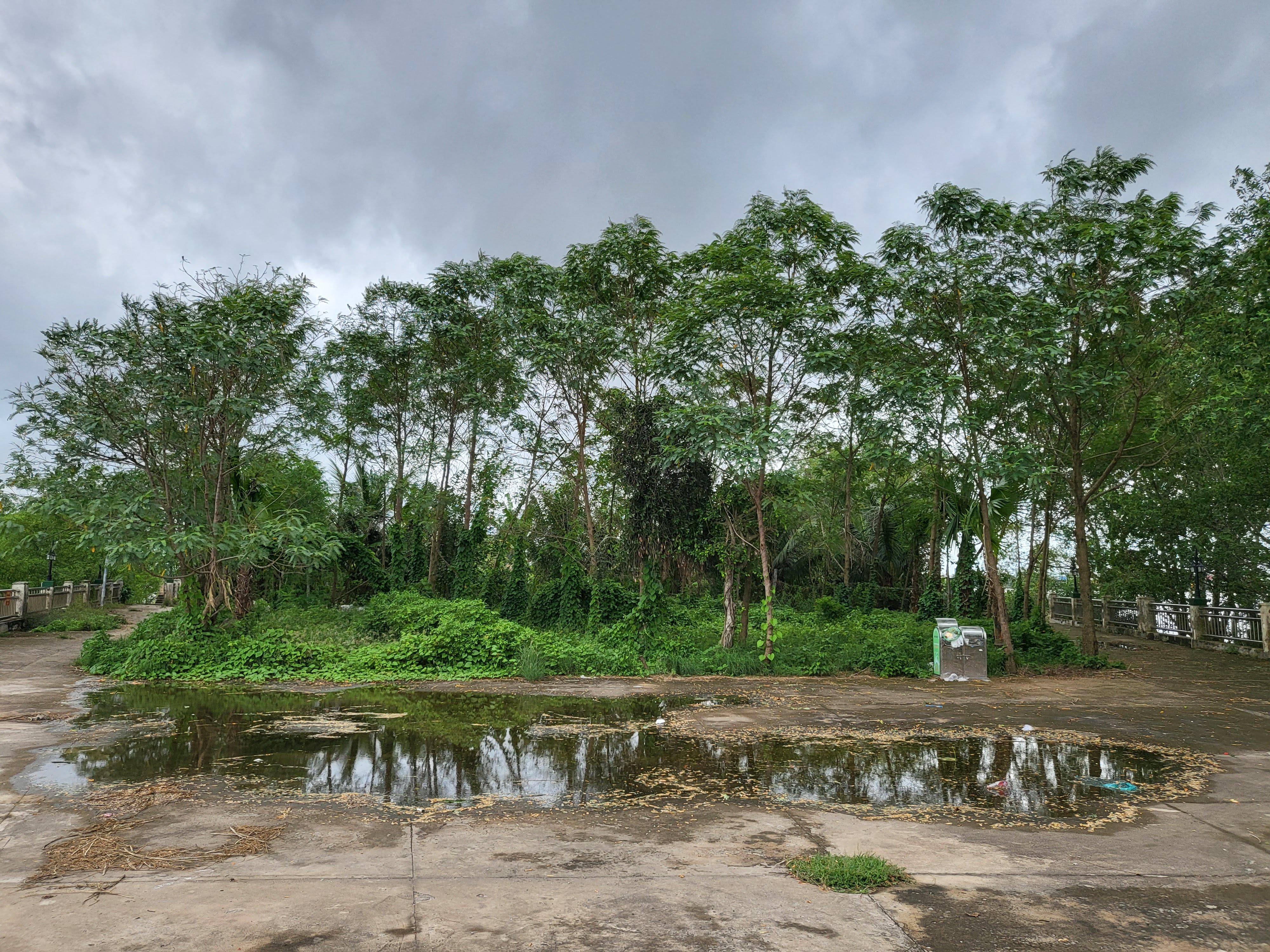
Công viên 2 Tân Long ở điểm cực Đông của phường Tân Long